# Pulau Baam
Pulau Baam är en ö i Indonesien.   Den ligger i provinsen Moluckerna, i den östra delen av landet, 2 800 km öster om huvudstaden Jakarta. Arean är 1,7 kvadratkilometer.
Terrängen på Pulau Baam är platt. Öns högsta punkt är 63 meter över havet. Den sträcker sig 3,1 kilometer i nord-sydlig riktning, och 2,3 kilometer i öst-västlig riktning.